# Игнатий (Малышев)
Архимандрит Игнатий (в миру Иван Васильевич Малышев; 24 марта [8 апреля] 1811, Ярославская губерния —  16 [29] мая 1897, Санкт-Петербургская губерния) — архимандрит Русской православной церкви, настоятель Троице-Сергиевой пустыни под Петербургом, сменивший на этой должности своего учителя — архимандрита Игнатия (Брянчанинова). Соавтор (с А. Парландом) проекта храма Воскресения Христова — Спаса на Крови в Петербурге.

## Биография
Родился в деревне Шишкино в Ярославской губернии 24 марта (5 апреля) 1811 года полумёртвым; а в семь лет, упав с дерева, так разбил голову, что ночь был без признаков жизни. С ранних лет он имел стремление к уединению, любил посещать храмы. Получив домашнее образование, в 12 лет был привезён родителями в Петербург в дом купца П. В. Лесникова, где уже находился его старший брат Макарий, впоследствии схимонах Сергиевой пустыни. Через год он был переведён в другой купеческий дом, где пробыл шесть лет; затем был сделан приказчиком Лесникова. В это время у него появилась мысль о монастыре. В декабре 1833 года Иван Васильевич познакомился с Игнатием Брянчаниновым и сразу же был принят в число братства Троице-Сергиевой пустыни.
В январе 1834 года Иван Васильевич Малышев вместе с архимандритом Игнатием и Михаилом Чихачёвым приехал в Пустынь и здесь начал свой духовный подвиг. Архимандрит Игнатий (Брянчанинов) оставил Ивана Васильевича у себя келейником, приучая его к усердному и безропотному исполнению послушаний. Когда обнаружилась его склонность к рисованию, Игнатий Брянчанинов предложил ему учиться в Академии художеств. Здесь он учился, как сам свидетельствует в автобиографии (см. аннотацию — № 6087. Игнатий. Автобиография. (недоступная ссылка)), у М. И. Скотти, К. П. Брюллова, А. Е. Егорова. В это же время проявилась его твёрдость в вопросах веры — в спорах с А. Г. Ухтомским о монашестве.
В 1840 году И. В. Малышев был пострижен в рясофор с именем Игнатий; в 1842 году — в мантию, с тем же именем; в 1844 году — стал иеромонахом.
В 1848 году скончалась мать Игнатия (Малышева). К этому времени в Пустыни уже находились его два брата: старший — Макарий и младший — Пётр, впоследствии иеромонах Платон, ризничий Пустыни.
В 1854 году иеромонах Игнатий был назначен главным распорядителем перестройки церкви преподобного Сергия. По настоянию Игнатия главный иконостас был сделан по рисунку А. М. Горностаева из порфира, мрамора, малахита, лазурита и полудрагоценных камней. При этом Игнатий не пожалел расстаться с картиной К. Брюллова (ракурс плащаницы).
15 апреля 1857 года Игнатий Малышев был назначен наместником Пустыни. Через несколько месяцев архимандрит Игнатий Брянчанинов был хиротонисан во епископа, а в настоятели Пустыни он рекомендовал её наместника. Указом Священного Синода за № 761 от 30 октября 1857 года настоятелем Троице-Сергиевой пустыни был назначен Игнатий (Малышев); 17 ноября 1857 года, в Казанском соборе, он был возведён в сан архимандрита.
Много сделал для обители за 40 лет своего служения в качестве настоятеля. Если предыдущий настоятель Игнатий (Брянчанинов), отдал много сил на воспитание монастырской братии, то его преемник, сохранив и преумножив духовные богатства монастыря, украсил его внешний вид архитектурным ансамблем. На территории монастыря действовали семь храмов: Пресвятой Троицы, преподобного Сергия Радонежского, Воскресения Христова, священномученика Валериана (Зубовская), святителя Григория Богослова (Кушелевская), Покрова Пресвятой Богородицы (Кочубеевская), священномученика Саввы Стратилата (Шишмаревская), и часовни: Покровская и Спасская — у монастырских ворот, Тихвинской Божьей Матери (с чтимым образом), Рудненская — на берегу пруда «Иорданка» в восточной части обители.
Хорошая организация жизни и хозяйства монастыря при архимандрите Игнатии позволила осуществлять широкую благотворительную деятельность. С 1866 года на содержание Санкт-Петербургской духовной семинарии и духовного училища Пустынь ежегодно жертвовала по 1000 рублей. Благотворительная деятельность Пустыни уже в семидесятых годах стала известна и за границей. Узнав о строительстве нового храма в Сараево (Босния), архимандрит Игнатий пожертвовал туда весной 1871 года иконы для иконостаса в количестве 73-х, запрестольный крест и хоругви. В написании икон более 2 лет участвовали сам настоятель и монастырские художники (иногда указывается, что иконы писались для храма Воскресения Христова, построенного (1872—1876) по проекту архитектора А. А. Парланда в самом монастыре). Благотворительную деятельность архимандрита Игнатия оценили и Россия — пожалован орден Святого Владимира, и Босния — черногорский князь Николай прислал ему орден Святого Даниила I 2-й степени.
В 1875 году архимандритом Игнатием было завершено жизнеописание русских святых тысячелетия России, расположенного по векам.
В войну с Турцией, в 1877—1878 годы, по предложению настоятеля в Сергиевой пустыне была устроена больница с церковью, освященной 29 января 1878 года.
В 1881 году архимандрита Игнатия удостоили звания почётного вольного общника Академии художеств. Во время проведения второго конкурса по храму в память убитого Александра II «вдруг его осенила мысль начертить проект», и следом явилась уверенность, «залог внутренний», что именно его предложение будет принято. Для разработки проекта Игнатий обратился к А. А. Парланду, которого близко знал по совместным работам в Троице-Сергиевой пустыни. Проект Альфреда Парланда и архимандрита Игнатия (Малышева) был одобрен императором Александром III 29 июля 1883 года с условием его последующей доработки. Строительство храма длилось 24 года; в основание его положили гравировальную доску с надписью, свидетельствовавшей об авторстве архимандрита Игнатия; освящён он был 6 августа 1907 года, через 10 лет после смерти одного из авторов.
В 1882 году в связи с 25-летием настоятельства архимандриту Игнатию был пожалован орден Святой Анны 1-й степени.
Незадолго до предсмертной болезни один из учеников Игнатия напомнил ему о приближении 40-летия настоятельства, на что последовал ответ:

«Как бы не было со мной, как с охотниками на медведей: 39 убьёт, а с сороковым не сладит».
Скончался архимандрит Игнатий 16 (28) мая 1897  года (а накануне, 15 мая вечером, его посетил Иоанн Кронштадтский) и был погребен в Пустыни, в храме Воскресения Христова. В настоящее время его останки покоятся в храме преподобного Сергия, куда они были перенесены в год столетия со дня его преставления.